# Completely
Completely è il terzo singolo estratto dall'album The Shocking Miss Emerald, il secondo album in studio di Caro Emerald.
Il singolo non è ancora entrato in rotazione nelle stazioni radiofoniche italiane.

## Tracce
1. Completely
2. Completely (Acoustic)
3. Completely (Live At the Ritz (1924))
4. Completely (Instrumental)

## Pubblicazione
| Paese       | Data            | Formato          | Etichetta discografica |
| ----------- | --------------- | ---------------- | ---------------------- |
| Regno Unito | 14 agosto, 2013 | Digital download | Grandmono Records      |